# Chrysiptera arnazae
Chrysiptera arnazae is een straalvinnige vissensoort uit de familie van de rifbaarzen of koraaljuffertjes (Pomacentridae). De wetenschappelijke naam van de soort is voor het eerst geldig gepubliceerd in 2010 door Allen, Erdmann & Barber.